# Ysgyryd Fawr
Der Ysgyryd Fawr ist ein Berg im Brecon-Beacons-Nationalpark in Monmouthshire, im Süden von Wales. Der Ysgyryd Fawr (in Karten anglisiert als Skirrid Fawr; auch bekannt als Skyrrid) ist als Heiliger Berg (Sacred Hill) von Wales bekannt. 
Er ist der nordöstliche der drei Gipfel, die um den Ort Abergavenny in den Black Mountains liegen. Die Ruine der St.-Michael-Kapelle liegt innerhalb einer eisenzeitlichen Einfriedung auf dem 486 m hohen Gipfel. Am Westhang gab es eine Reihe eiszeitlicher Erdrutsche. Der Legende nach entstanden sie, weil der Berg zum Zeitpunkt der Kreuzigung Christi hin- und hergerissen war.